# Oktiabrski (Tbilískaya, Krasnodar)
Oktiabrski (del ruso: Октябрьский) es un posiólok del raión de Tbilískaya del krai de Krasnodar, en Rusia. Está situado en las tierras bajas de Kubán-Azov, 12 km al norte de Tbilískaya y 101 km al este de Krasnodar, la capital del krai.  Tenía 1 339 habitantes en 2010.
Pertenece al municipio rural Tbilískoye.

## Comunicación
En la localidad se halla un gran transmisor (Radiozentr Tbilískaya) de varias emisoras rusas de radio en diferentes rangos de frecuencia de VHF de onda larga de emisión, incluyendo la estación gubernamental de Radio Chechnia Svobodnaya ("Radio Chechenia Libre") en onda larga. Es uno de los más potentes de Rusia y del mundo. A continuación se muestra la potencia y frecuencia en la que emiten las emisoras:
- LW 171 kHz - Radio Kavkaz / Chechnia Svobodnaya (1200 kW)
- SW 1089 kHz - Golos Rosi (1200 kW)
- SW 1170 kHz - Golos Rosi (1200 kW)